# معهد روبرت كوخ
معهد روبرت كوخ (بالألمانية: Robert Koch-Institut) هو وكالة اتحادية مستقلة في ألمانيا تُعنى بالأمراض المعدية وغير المعروفة. وهو مؤسسة للصحة العامة، ويعد من المؤسسات البحثية الرئيسية في ألمانيا. يقع مقر المعهد في ڤيدنج، برلين. والمعهد يتبع وزارة الصحة الاتحادية الألمانية وسُمي باسم عالم الميكروبيولوجيا الألماني روبرت كوخ.
أصبح المعهد محل اهتمام ومتابعة وسائل الإعلام والشعب الألمانيين خلال جائحة فيروس كورونا؛ إذ كان مكونًا رئيسيًّا في مكافحة الجائحة. وُصف بأنه المؤسسة المرجعية المسؤولة عن تقييم مخاطر الفيروس في ألمانيا.

## المهام
يراقب معهد روبرت كوخ حالة الصحة العامة في ألمانيا. وتتضمن مهامه الرئيسية رصد واتقاء ومكافحة الأمراض المعدية والأمراض غير السارية. ويقدم المشورة للجهات الحكومية حول اتقاء والتعامل مع الأمراض المعدية وتفشيها. ومن أمثلة ذلك تفشي فيروس كورونا وإنفلونزا الخنازير في 2009. والمعهد مسؤول أيضًا عن مراقبة الصحة في ألمانيا، ويشمل ذلك الأمراض غير السارية، في دراسات مراقبة كبرى، ويراقب المعهد حالة الصحة لدى البالغين والأطفال في ألمانيا.
ينشر المعهد عددًا من الدوريات العلمية، مثل «دورية مراقبة الصحة» الشهرية، و«نشرة علم الوباء» ويشارك في نشر ورقة صحة الولايات Bundesgesundheitsblatt، والمعهد يقوم على عدد من المراكز المرجعية الوطنية والمعامل الاستشارية. يضم 15 لجنة علمية، مثل اللجنة الدائمة للتطعيم ومفوضية نظافة المستشفيات واتقاء العدوى.

## الموقع والأقسام
وفقًا لموقع الوب الخاص بالمعهد، فهو يضم 450 عالمًا من بين 1100 موظف. ويضم المعهد الوحدات التالية:
- قسم الأمراض المعدية
- قسم علم الوباء والتقرير الصحي
- قسم علم وباء الأمراض المعدية
- مركز التهديدات البيولوجية ومسببات المرض الخاصة
- البنية التحتية البحثية وطرق البحث
- مجموعات مشاريع
- مجموعات أبحاث صغيرة
- وحدات الموظفين
- الخدمات المركزية

ويوجد في مقر المعهد متحف يعرض حياة وأعمال المؤسس روبرت كوخ، ويفتح للزوار من الإثنين إلى الجمعة. كما يقع بالمقر ضريح روبرت كوخ الذي يضم رفاته.

## استشهادات
1. ↑   {{استشهاد ويب}}: استشهاد فارغ! (مساعدة)
2. ↑  "RKI - Startseite" (بالألمانية). Retrieved 2022-11-07.
3. ↑  "RKI - Homepage" (بالإنجليزية). Retrieved 2022-11-07.
4. ↑  "معهد روبرت كوخ الألماني: انتشار فيروس كورونا قد يستغرق سنوات". دويتشه فيله. 17 مارس 2020. مؤرشف من الأصل في 2020-04-01. اطلع عليه بتاريخ 2020-04-01.
5. ↑  "Protecting Health – Assessing Risks. Who we are, what we look back on, what we do and will do" (PDF). www.rki.de/EN. 2016. مؤرشف من الأصل (PDF) في 2020-04-10. اطلع عليه بتاريخ 2018-01-29.
6. ↑  "The Public Health Institute. 125 Years Robert Koch Institute" (PDF). www.rki.de/EN. 2016. مؤرشف من الأصل (PDF) في 2020-04-10. اطلع عليه بتاريخ 2018-01-29.
7. ↑  "The Institute – Departments and Units". rki.de. مؤرشف من الأصل في 2020-04-01. اطلع عليه بتاريخ 2018-01-29.
8. ↑  "Museum and Mausoleum at RKI". www.rki.de/EN. مؤرشف من الأصل في 2020-04-01. اطلع عليه بتاريخ 2018-01-29.

## وصلات خارجية
- الموقع الرسمي نسخة محفوظة 22 فبراير 2022 على موقع واي باك مشين.